# Iampil, Sumî
Iampil (în ucraineană Ямпіль) este așezarea de tip urban de reședință a raionului Iampil din regiunea Sumî, Ucraina. În afara localității principale, mai cuprinde și satele Dibrova, Imșana, Ivotka, Okteabrșcîna, Prudîșce și Rostov.

## Demografie
Componența lingvistică a așezării de tip urban Iampil
     Ucraineană (86,54%)
     Rusă (13,19%)
     Alte limbi (0,12%)
Conform recensământului din 2001, majoritatea populației așezării de tip urban Iampil era vorbitoare de ucraineană (86,54%), existând în minoritate și vorbitori de rusă (13,19%).